# Niedersächsische Rettungsmedaille

Die Niedersächsische Rettungsmedaille

Die Niedersächsische Rettungsmedaille wurde am 14. April 1953 durch die damalige Niedersächsische Landesregierung gestiftet. Sie dient als staatliche Anerkennung für die Rettung von Menschen aus Lebensgefahr. Neben der Rettungsmedaille kann auch wieder eine öffentliche Belobigungen ausgesprochen werden, wobei sich die Art der Ehrung nach dem Grad der Gefährdung des Retters richtet.

## Allgemeines
Für die Rettung eines Menschen aus Lebensgefahr werden in Niedersachsen folgende staatliche Anerkennungen gewährt:

### Rettungsmedaille
Die Rettungsmedaille wird verliehen, wenn sich der Retter zum Zeitpunkt der Rettungstat selbst in Lebensgefahr befunden hat oder die Rettungstat unter Gefahr des eigenen Lebens durchgeführt wurde. Dabei ist als Rettungstat nicht nur die Rettung einzelner bestimmter Personen anzusehen, sondern auch die Rettung eines unbestimmten Personenkreises vor einer offensichtlich großen Gefahr für Leben und Gesundheit (Abwehr von Gefahren für die Allgemeinheit). Die Rettungsmedaille kann demselben Retter nur einmal verliehen werden, und zwar auch für den Fall, dass der Retter auch künftig Rettungstaten vollbracht hat.

### Öffentliche Belobigung
Ist die Rettungstat nicht unter Lebensgefahr, jedoch entschlossen und in besonders anerkennenswerter Weise durchgeführt worden oder trotz opferbereiten Einsatzes erfolglos geblieben, so wird die Öffentliche Belobigung ausgesprochen. Sie wird auch dann ausgesprochen, wenn wegen bereits früherer Rettungstaten die Rettungsmedaille verliehen worden ist.

### Geldbelohnung
Neben den bereits erwähnten Ehrungen kann dem Retter zusätzlich eine Geldbelohnung gewährt werden. Über diese entscheidet im Namen der Niedersächsischen Landesregierung das Niedersächsische Innenministerium. Eine Geldbelohnung wird, da die ideelle Auszeichnung im Vordergrund steht, nur in Ausnahmefällen vorgeschlagen. Ihre Höhe beträgt zwischen 25 und 100 €, wenn ganz besondere Umstände vorliegen, wie zum Beispiel eine durch lang andauernde Krankheit verursachte ungünstige soziale Lage des Retters oder ein ungewöhnlich umsichtiges und mutiges Verhalten eines jugendlichen Retters. Die Vorschläge für die Geldbelohnung sind daher auch entsprechend besonders zu begründen.

## Verleihungsausschluss und Ausnahmen
Personen, denen aus dienstlichen oder beruflichen Gründen der Schutz des Lebens anderer anvertraut ist bzw. der Schutz der Allgemeinheit obliegt, erhalten die genannten Ehrungen nur dann, wenn sie bei der zugrundeliegenden Rettungstat das Durchschnittmaß der ihnen aufgelegten Dienstpflichten erheblich überschritten haben.

## Vorschlageverfahren
Die Auszeichnung von Lebensrettungstaten erfüllt nur dann ihren Zweck, wenn sie alsbald verliehen wird, d. h. solange die Erinnerung an die Rettungstat in der Öffentlichkeit noch lebendig ist. Die Vorschläge sind dem Niedersächsischen Innenministerium auf dem Dienstweg zu übersenden, soweit der Retter oder der Gerettete seinen Wohnsitz auf dem Gebiet von Niedersachsen hat oder der Rettungstat auf dem Hoheitsgebiet von Niedersachsen liegt. Dabei werden im Regelfall nur die Rettungstaten ausgezeichnet, die nicht länger als zwei Jahre zurückliegen. Vorschlageberechtigt sind alle Gemeinden und Samtgemeinden für ihre Mitgliedsgemeinden, in denen der Retter seinen gewöhnlichen Wohnsitz innehat oder die Rettungstat durchgeführt wurde, wenn der Retter den Wohnsitz außerhalb des Landes hat. Bei Rettungstaten auf hoher See begründet der Heimathafen des Schiffes, von welchem die Rettungstat vollbracht wurde, die Zuständigkeit für das Vorschlagerecht. Den Vorschlägen ist eine kurze Darstellung der Rettungstat beizulegen, aus der die Art der Auszeichnung (Rettungsmedaille, öffentliche Belobigung oder Geldbelohnung) hervorgeht. Zudem muss der Antrag enthalten:
- a) Vor- und Familienname des Retters,
- b) Geburtstag und -ort des Retters,
- c) Wohnort des Retters und die
- d) Staatsangehörigkeit des Retters

Ferner ist zudem anzugeben, wer die Auszeichnung aushändigen soll. Bei Auszeichnungen für Rettungstaten im Bergbau ist das Landesbergamt Clausthal-Zellerfeld vorzusehen.

## Verleihungspraxis
Über die Verleihung der Rettungsmedaille und der Öffentlichen Belobigung wird eine Urkunde ausgestellt. Die Rettungsmedaille selbst geht in das Eigentum des Beliehenen über. Eine Rückgabepflicht der Hinterbliebenen im Falle des Ablebens des Beliehenen besteht nicht. Es verbleibt den Hinterbliebenen als Andenken. Die in Frage kommende Auszeichnung wird der Stelle übersandt, die diese auch aushändigen soll (meist an den Bürgermeister der Gemeinde, in der der Retter seinen Wohnsitz innehat). Die tatsächliche Aushändigung ist dem Innenministerium anzuzeigen. Die Auszeichnung wird sodann öffentlich mit einer Presseerklärung bekannt gemacht, soweit der Retter einverstanden ist. Wird die Rettungsmedaille aus irgendwelchen Gründen nicht ausgehändigt, ist sie samt Urkunde an das Innenministerium zurückzugeben.

## Aussehen, Beschaffenheit und Trageweise der Rettungsmedaille
Die Rettungsmedaille ist in Silber geprägt und hat einen Durchmesser von 25 mm. Sie zeigt auf ihrer Vorderseite das springende Ross, welches im Landeswappen von Niedersachsen verankert ist, und auf ihrer Rückseite einen Kranz von doppelt belegten Eichenblättern. Mittig ist erhaben geprägt: Für Rettung aus Gefahr. Getragen wird die Rettungsmedaille an einem orangefarbenen Band, das von zwei weißen Streifen eingefasst ist, auf der linken Brustseite. Sie lehnt sich damit an ihr ursprüngliches Muster, die Preußischen Rettungsmedaille von 1833, an.